# Liste der Monuments historiques in Plumelec
Die Liste der Monuments historiques in Plumelec führt die Monuments historiques in der französischen Gemeinde Plumelec auf.

## Liste der Bauwerke
| Bezeichnung                 | Beschreibung | Standort           | Kennzeichnung | Schutzstatus   | Datum | Bild |
| --------------------------- | ------------ | ------------------ | ------------- | -------------- | ----- | ---- |
| Calvaire                    |              | Callac (Lage)      | PA00091537    | Inscrit        | 1935  |      |
| Schloss Callac              |              | (Lage)             | PA00091538    | Classé Inscrit | 1971  |      |
| Schloss                     |              | La Saudraie (Lage) | PA00091539    | Inscrit        | 1928  |      |
| Friedhofskreuz              |              | Saint-Aubin (Lage) | PA00091540    | Inscrit        | 1928  |      |
| Kreuz Merhan                |              | (Lage)             | PA00091541    | Inscrit        | 1935  |      |
| Kirche St-Maurice           |              | (Lage)             | PA00091542    | Inscrit        | 1925  |      |
| Herrenhaus                  |              | Cadoudal (Lage)    | PA00091543    | Inscrit        | 1935  |      |
| Brunnen La Touche-Berthelot |              | (Lage)             | PA00091544    | Inscrit        | 1963  |      |

## Liste der Objekte
- Monuments historiques (Objekte) in Plumelec in der Base Palissy des französischen Kultusministerium